# 週刊スポーツTV
週刊スポーツTV（しゅうかんスポーツTV）は、2000年（平成12年）12月から2002年（平成14年）3月まで、BSフジでオンエアされていたスポーツ情報バラエティ番組である。毎週日曜日20時 - 22時54分（途中から21時開始に変更）に放送されており、お台場にあるフジテレビのV-7スタジオから生放送されていた）。

## 番組概要
番組では一週間のさまざまなスポーツ情報はもちろん、地上波では紹介しきれなかった貴重映像や、懐かしいスポーツ名シーンに至るまで、たっぷりと紹介。各スポーツ界で活躍中の現役選手がゲストとして登場し、普段は聞けないアスリートたちの本音トークも展開された。
番組の構成作家は、Ｆ１グランプリや東京ジモティ、北野ファンクラブを担当していた小泉せつ子。

## 出演者
メインキャスターは川合俊一（元バレーボール日本代表）と吉田恵（フジテレビ『めざましテレビ』初代お天気お姉さん）が務め、『なるほど!ザ・ワールド』などでも活躍したフジテレビアナウンサーの吉沢孝明も出演（途中で西岡孝洋に交代）。そのほか、野球界を代表して加藤博一（元阪神タイガース/横浜大洋ホエールズ）、サッカー界からはドイツ・ブンデスリーガでもプレーした風間八宏などもサブレギュラー的に出演していた。
そのほか、水内猛（元サッカー選手）と、扶桑社から発行されていた『週刊トトチャンス』副編集長でサッカージャーナリストのムーチョ熊谷もレギュラー出演。また、この番組でアシスタント&リポーターを務めた6人のBSガールズのひとりが後の日本テレビアナウンサーで、読売ジャイアンツの澤村拓一投手と結婚した森麻季である（その後森は離婚し、別の男性と再婚）。

## 主なコーナー
川合俊一がスポーツ選手の育成に一家言を投げかける『川合家の家訓』、吉田恵のスポーツポエム『いやし恵』、水内猛とムーチョ熊谷がtoto予想で対決する『toto徹底大予想』などのレギュラーコーナーがあった。

## 主なゲスト
日本初のNBAプレーヤー田臥勇太や、女子バスケットボールの大神雄子、全日本男子バレーボールの加藤陽一などのほか、シドニーオリンピックの柔道男子95kg超級で日本の篠原信一と決勝戦を戦い、判定で物議を醸したダビド・ドゥイエ（ フランス）などが出演した。